# Западная область (1917—1918)
За́падная о́бласть — административно-территориальная единица в Российской республике и в Советской России, образованная после Февральской революции, в марте 1917 года, из
губерний, входивших ранее в состав Северо-Западного края Российской империи. Административный центр — Минск, позже Смоленск.
В состав Западной области изначально входили Витебская, Могилёвская и Минская губернии, неоккупированная часть Виленской губернии, а с апреля 1918 года также Смоленская губерния. В 1918 году регион объединяется в Западную область (коммуну). Восстановление БССР в 1920 году привело к разграничению западной и восточной части региона. В 1920 году Госплан разрабатывает проект создания Западной области СССР и проект объединения всего региона в рамках БССР. Реформа районирования в 1929 году окончательно разделила эти две части.
После Февральской революции в марте 1917 года в Минске, а позднее и в других городах, образуются Советы рабочих депутатов. В то же время в Киеве, создаваемые Советы не пользовались большим влиянием, значительно уступая по значимости Украинской Центральной раде. Для централизации руководства местными Советами Всероссийское совещание Советов (март 1917 года) принимает постановление о создании Западной области, как временного объединения губерний с центром в Минске. Это решение закрепляется съездом Советов Минской, Виленской и Могилёвской губерний в сентябре 1917 года.
Создание областных объединений Советов как программу административно-территориального деления России предусмотрено Всероссийским совещанием Советов рабочих и солдатских депутатов в марте 1917 года. Западную область планировалось создать из Смоленской, Витебской, Могилевской, Виленской и Псковской губерний с центром в Витебске. Петроградский Совет предложил Витебскому Совету созвать областной съезд и организовать область. Однако искусственное соединение губерний вокруг Витебска, не являющегося центром региона, оказалось невозможным. Политическим центром Западного края России был Западный фронт. Областной съезд делегатов Минской, Могилевской и Виленской губерний собрался в Минске 22 ‒ 25 мая 1917 года.
Первым практическим шагом к созданию Западной области стало объединение в июне 1917 года Минской губернии и неоккупированных уездов Виленской губернии (Дисненского, Вилейского и Ошмянского).
В октябре 1917 года Минский Совет приступил к формированию Временного военно-революционного комитета, который в ноябре 1917 года был преобразован в Военно-революционный комитет Западной области и фронта (Военревкомзап).

Фактическое конституирование Западной области было завершено 26 ноября (9 декабря) 1917 года созданием объединенного Исполкома Советов рабочих, солдатских и крестьянских депутатов (председатель Н. В. Рогозинский) и Совнаркома Западной области и фронта (председатель К. И. Ландер). В средствах массовой информации появилось сообщение следующего содержания: 

«В последнее время в дни рабочей и крестьянской революции на Минский Совет легла громадная работа. Военно-революционный комитет как временный орган не мог принять на себя исполнение всей работы. Необходимо было организовать новые органы. С этой целью были созваны 3 съезда: съезд Советов Западной обл., крестьянский съезд и фронтовой съезд. Докладчик остановился на Областном съезде Советов, который единогласно признал тактику Военно-революционного комитета правильной и одобрил его работу. Оставил после себя съезд чрезвычайно хорошее, светлое впечатление. Такой важный вопрос, как вопрос о земле, не вызвал долгих прений, так как он решен уже Советом Народных Комиссаров; съезд целиком принял его решение. Как Областной съезд, так и крестьянский и фронтовой съезды вынесли единогласно решение о необходимости создания центрального органа всей области и фронта и создания Совета Народных Комиссаров Западной обл. Все 3 исполкома должны слиться и образовать единую крепкую власть. Это уже сделано, уже намечены комиссары по разным отраслям внутреннего управления областью»

.
В апреле 1918 года в связи с занятием белорусских земель германскими войсками в ходе Первой мировой войны, закрепленным Брестским миром, Западная область была реорганизована, в её состав вошла Смоленская губерния Московской области, а административный центр переместился из Минска в Смоленск. В том же году комиссия ВЦИК РСФСР предложила создать, кроме Московской, ещё три области (коммуны): Западную, Северную и Уральскую. Западную коммуну предполагалось создать в составе Смоленской, Витебской, Могилевской, Черниговской, Минской, Виленской и Ковенской губерний с областным центром в Минске. На таких позициях стояло и руководство Северо-Западного обкома РКП(б), облисполкома и СНК Западной области и Западного фронта. Они считали Белоруссию территориальной единицей РСФСР. Их взгляды формировались под влиянием идеи мировой социалистической революции, а в самоопределении народов, образовании национальных государств, границах видели препятствие на пути к ней. Они аргументировали это тем, что белорусы не являются самостоятельной нацией, и поэтому принцип самоопределения им не подходит.
В ходе Октябрьской революции 1917 года власть в Белоруссии переходит к Советам. В ноябре 1917 года оформляется и институциональная структура в лице Областного исполнительного комитета Западного фронта (Облискомзап). В то же время сохраняется основная административная единица губерния, в трактовке Облискомзапа — «царский пережиток».
Облискомзап был органом, созданным на базе Фронтового комитета, исполкомов советов крестьянских, рабочих и солдатских депутатов Минской и Виленской губерний. Съезды рабочих, солдатских и крестьянских депутатов Витебской и Могилевской губерний не принимали решения о вхождении этих губерний в состав Западной области. Органы Советской власти этих губерний — не делегировали своих представителей в состав Облискомзапа и областной СНК. Представители советской власти Витебской и Могилевской губерний считали себя самостоятельными и признавали высшим органом власти ЦИК и СНК РСФСР.
III Всероссийский съезд Советов принял решение о ликвидации органов самоуправления и передачи всей власти советам. В январе — феврале 1918 года в Белоруссии было создано 128 волостных советов, которые в связи с объективными причинами (отсутствие кадров, условий, опыта и т. д.) были малоэффективными и не совсем надежными органами советской власти. Могилевский губернский, Мстиславский, Чаусский, Чериковский уездные советы рассматривали большевиков как захватчиков власти и призывали крестьян к борьбе с ними. Витебский губком РСДРП (б) игнорировал Северо-Западный областной комитет РСДРП (б).
Во время начавшейся в феврале 1918 года оккупации территории Белоруссии немецкими войсками Облискомзап переместился в Смоленск, где попытался обосновать свое право расширить влияние и на другие территории, посредством создания Западной коммуны. В это время эсеры активно пропагандировали идею разделения бывшей Российской империи на Московскую, Северную, Западную и Уральскую коммуны. На этом фоне между эсерами и большевиками, которые шли к полному контролю над всей территорией возник конфликт. Большевики переехали даже из Петербурга, центра Северной коммуны и сильных позиций эсеров, в Москву. В это время начался конфликт в Западной области между сторонниками идеи Западной коммуны и губернскими центрами. В конце декабря 1918 года белорусский сценарий завершается сохранением губерний, поражением представителей идеи Западной коммуны и провозглашением Социалистической Советской Республики Белоруссии.
В Петербурге Е. Канчер, а в Москве Белнацком и белорусские секции при РКП (б) активно пропагандировали идею Белорусской советской республики. Проводились съезды беженцев-белорусов. Лидеры белорусских организаций проводили встречи с Лениным, Сталиным, Фрунзе и др., на которых мотивировали необходимость образования белорусского государства. 10 ноября 1918 года на общем собрании белорусской секции при Петроградском комитете РКП (б) под председательством Моисеева был заслушан доклад представителя ЦК РСДРП Белоруссии и Литвы о революционном движении. В свое резолюции собрание призвало революционные силы Советской России оказать активное содействие в борьбе с Литовской тарибой и Белорусской радой, с целью объединения Белоруссии и Литвы с РСФСР.
Под давлением всех этих факторов начинают ослабевать позиции «областников». 9 ноября 1918 года Мясников докладывал, что он ездил в Москву по вопросам о распределении партийных сил. Там же выяснилось, что Центр имеет желание устранить все областные организации. После повторной поездки в Москву 16 ноября Мясников сообщал, что состоялось постановление ОК об упразднении областных советских объединений. Для разработки вопроса была создана комиссия в составе представителей Народных комиссариатов и по одному от каждой области. Представителем от Западной области в данную комиссию предложено было войти Мясникову.
24 ноября 1918 года по вопросу об области докладывал делегат Северо-Западного комитета РКП (б) в административной комиссии при ВЦИК Рейнгольд. Из его слов получалось, что часть выступала за сохранение области, а председатель комиссии Свердлов — считал, что области изжили себя, так как были созданы не по производственному принципу, а по географическому. Эта позиция подкреплялась и решениями, поступающими с мест. На заседании витебского КП (б) 30 ноября постановили ликвидировать область ввиду того, что Витебская губерния имеет более прочные связи с Москвой. Высказался за упразднение Облискомзапа Чериковский исполком и все остальные противники области.
Но ход событий развивался стремительно уже по другому сценарию. 10 декабря 1918 года советские войска освободили Минск, который в это время посетила внушительная советская делегация в составе Раковского, Бухарина, Иоффе и Радека. 12 декабря они выступили на митинге в городском театре. На встрече с ними Рейнгольд проговорил возможность создания Белорусско-литовской республики как наиболее перспективного пути будущего федерирования белорусского и литовского народов с РСФСР.
Возможно, что именно эта беседа имела роковую роль для белорусской государственности и для окончательного решения конфликта между областью и губерниями. Временное правительство ССРБ сложилось из двух партийных групп из состава ЦБ Белорусских секций РКП (б), выделенного конференцией этого съезда в Москве 21 декабря 1918 года, и из ответственных деятелей и партийных работников Областного Исполнительного Комитета Западной области. 25 декабря 1918 года Сталин сообщил Мясникову, что по многим соображениям ЦК партии согласилось с белорусами в вопросе образования Белорусской советской республики.
Показателен и сценарий дальнейших событий. 1 января была провозглашена ССРБ, 3 января Облискомзап самораспустился, а уже в феврале принимается решение о создании ССР ЛиБ.